# Kostas Kyriazís
Kostas Kyriazís (en griego: Κώστας Κυριαζής; 28 de julio de 1920 - 21 de septiembre de 1991), fue un periodista, escritor y editor griego. Fue copropietario —junto con Kostas Nikolopoulos— y director del periódico «Ethnos», así como autor de varias novelas históricas.
Fue muy amigo de Andreas Papandréu, y en sus dos primeros gobiernos (1981-1989) fue presidente de la Organización Helénica de Turismo (EOT). En el período crítico 1965-1967, el «Ethnos» de Kyriazis fue el instrumento personal de Andreas Papandréu tanto contra la derecha como contra los «apóstatas», que se expresaban en la «Libertad» de Panos Kokkas.